# Schukow (Stadt)
Schukow (russisch Жуков) ist eine Stadt in der Oblast Kaluga (Russland) mit 12.131 Einwohnern (Stand 14. Oktober 2010).

## Geografie
Die Stadt liegt etwa 90 km nordwestlich der Oblasthauptstadt Kaluga am linken Ufer der Protwa, einem linken Nebenfluss der in die Wolga mündenden Oka.
Schukow ist Verwaltungszentrum des gleichnamigen Rajons.

## Geschichte

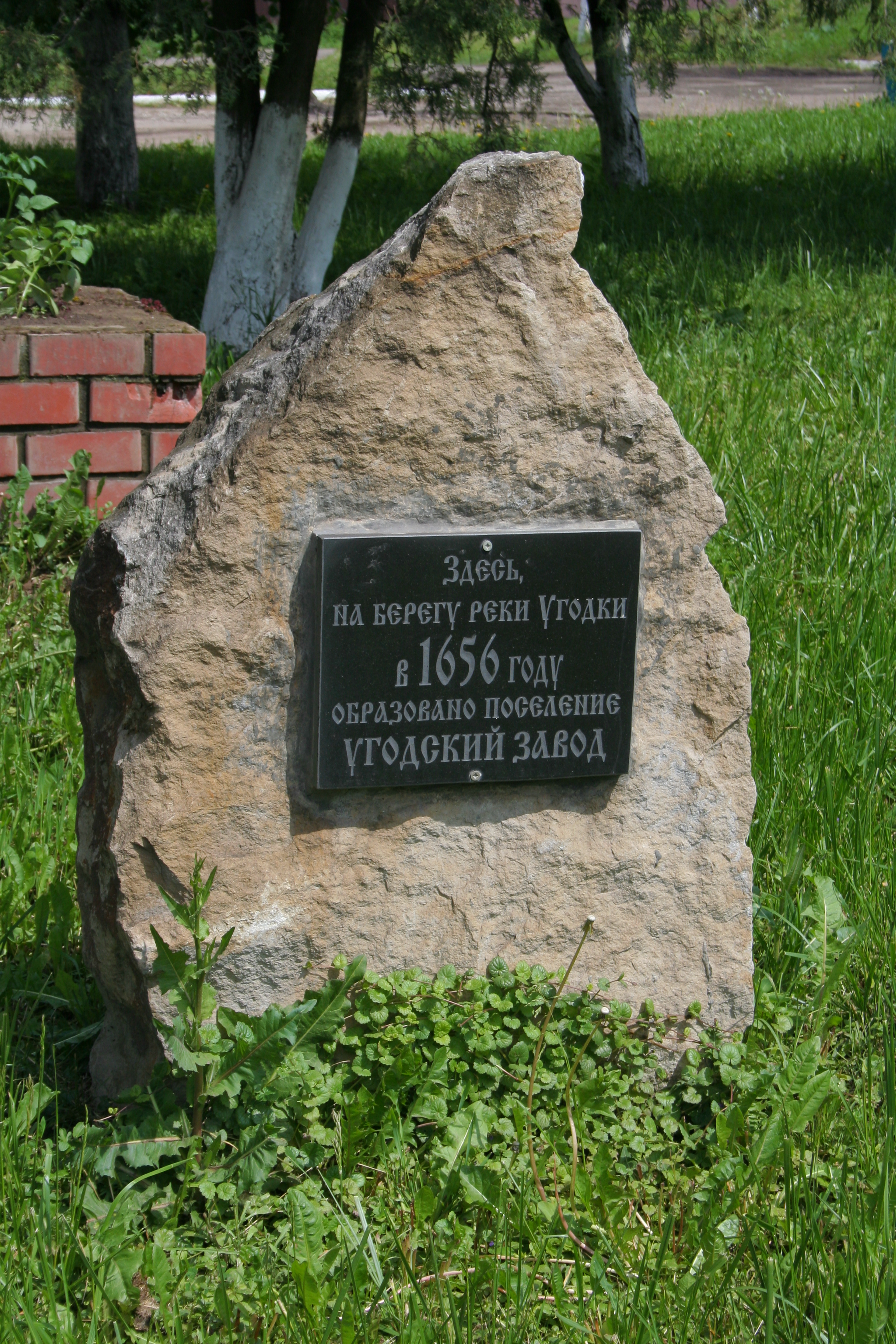
Gedenkstein zur Ortsgründung

Der Ort wurde zu Beginn des 17. Jahrhunderts gegründet. Seit 1656 nannte er sich im Zusammenhang mit der Eröffnung eines Eisenwerkes wie dieses Ugodski Sawod.
Nach der Schließung des Werkes 1780 wurde das Dorf zu einem Handelszentrum des Kreises (Ujesds) Malojaroslawez. Im 19. Jahrhundert verlor der Ort seine regionale wirtschaftliche Bedeutung allmählich; Hauptbeschäftigung der Bevölkerung war nun das Handwerk (z. B. Tischlerei und Juwelierhandwerk). Noch an der Wende zum 20. Jahrhundert war das Dorf jedoch Kulturzentrum des Gebietes; so gab es einen Chor, ein Theater, eine Bibliothek, eine Mädchensonntagsschule und den einzigen Buchladen des Kreises.
1974 wurde das Dorf zu Ehren des im einige Kilometer südlich gelegenen kleinen Dorf Strelkowka (gehört heute zur Landgemeinde Werchowje) geborenen Marschalls Georgi Schukow (1896–1974) in Schukowo umbenannt. Einige Kilometer südwestlich von Ugodski Sawod/Schukowo war ab 1957 im Zusammenhang mit dem Bau einer Maschinenfabrik die Arbeitersiedlung Protwa entstanden, die seit 1962 den Status einer Siedlung städtischen Typs besaß. Protwa und das Dorf Schukowo wurden 1996 vereinigt und erhielten unter der heutigen Namensform das Stadtrecht. Das Stadtwappen zeigt seither den Heiligen Georg, entsprechend Schukows Vornamen.

### Bevölkerungsentwicklung
| Jahr | Einwohner | Bemerkung                         |
| ---- | --------- | --------------------------------- |
| 1959 | 2.226     | Ugodski Sawod                     |
| 1970 | 6.471     | Protwa 3.579, Ugodski Sawod 2.892 |
| 1979 | 8.870     | Protwa 5.729, Schukowo 3.141      |
| 1989 | 10.380    | Protwa 7.492, Schukowo 2.888      |
| 2002 | 12.306    |                                   |
| 2010 | 12.131    |                                   |

Anmerkung: Volkszählungsdaten

## Kultur und Sehenswürdigkeiten

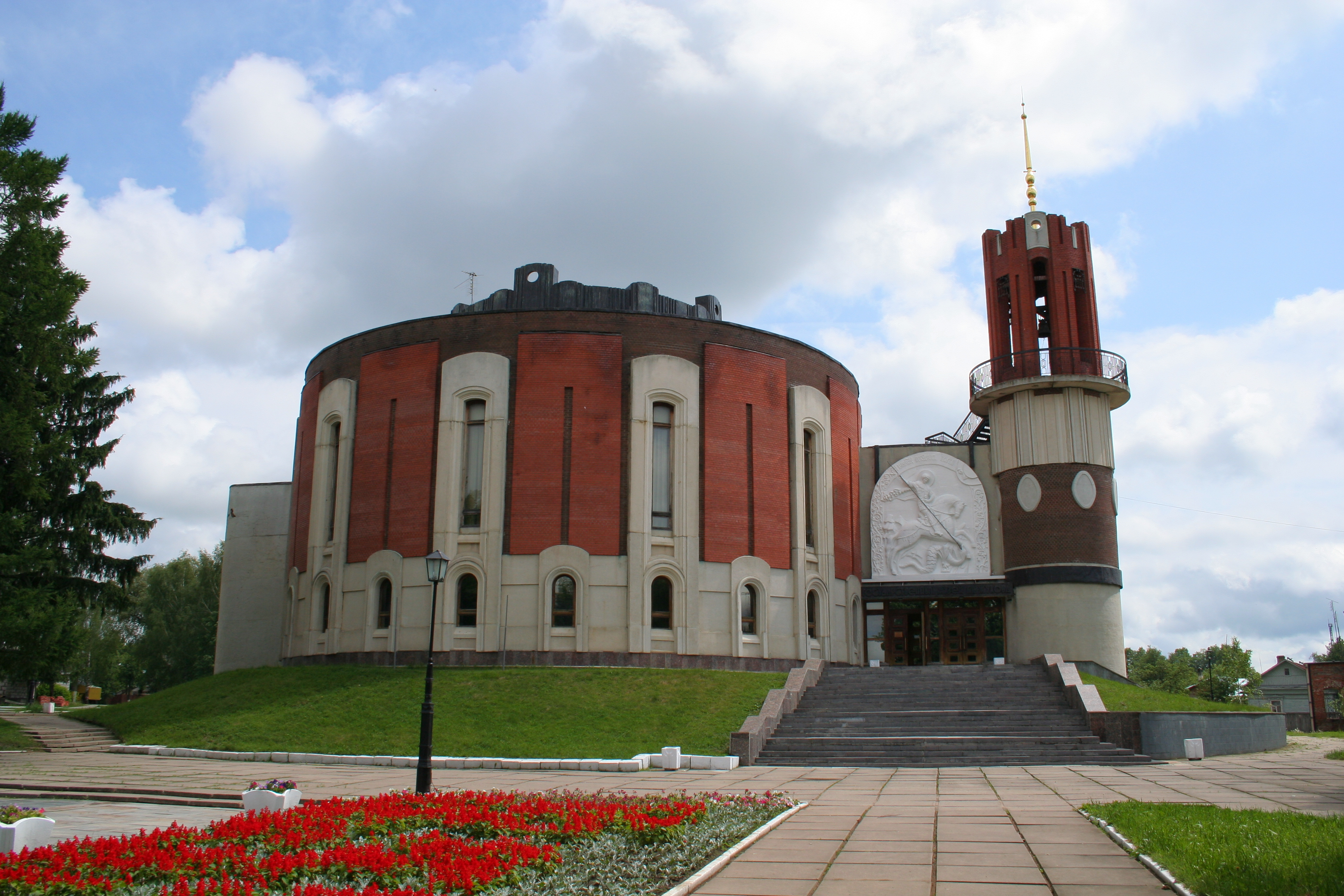
Schukow-Museum

In Schukow befindet sich das monumentale Staatliche G.-K.-Schukow-Museum, welches bereits zu Lebzeiten des Marschalls 1960 gegründet wurde – einer Zeit, in welcher er offiziell in „Ungnade“ gefallen war. Das heutige Gebäude wurde nach dem Tode des Marschalls errichtet, wie auch ein ihm gewidmeter Architektur-und-Skulptur-Komplex in seinem nahen Geburtsort Strelkowka. Es beherbergt u. a. das großformatige Diorama "Die Schlacht um den Reichstag" von Weniamin Sibirski. Das Diorama befand sich ursprünglich in einer eigens dafür errichteten Rotunde im Hauptquartier der Gruppe der Sowjetischen Streitkräfte in Deutschland in Wünsdorf. Es wurde nach dem Abzug der russischen Soldaten 1994 nach Schukow verbracht.
Im Dorf Tarutino des Rajons Schukow, wo sich im Vaterländischen Krieg von 1812 zeitweise das Hauptquartier des russischen Oberbefehlshabers Michail Kutusow befand, gibt es ein Museum sowie ein Denkmal von 1834.
In Troizkoje liegen der Landsitz der Fürstin Jekaterina Daschkowa (geb. Gräfin Woronzowa; 1743–1810; Vertraute Katharinas II. und Protagonistin der Aufklärung in Russland) aus dem 18. Jahrhundert sowie ihr Grab. In Spas-Prognanje befinden sich ein Museum und das Grab des Mathematikers Pafnuti Tschebyschow (1821–1894).

## Wirtschaft und Infrastruktur
In Schukow gibt es Betriebe der Textilindustrie (Technotex), der Holzwirtschaft und der holzverarbeitenden Industrie (Möbel) sowie der Lebensmittelindustrie.
Die Stadt liegt nächstgelegenen Eisenbahnstation befindet sich im etwa zehn Kilometer westlich gelegenen Obninsk an der 1899 eröffneten Eisenbahnstrecke Moskau–Brjansk–Kiew (Streckenkilometer 106; Stationsname Obninskoje).
Nahe Obninsk führen auch die Fernstraßen M3 Moskau–Brjansk–ukrainische Grenze (dort weiter nach Kiew) und A101 Moskau–Roslawl–belarussische Grenze westlich an Schukow vorbei.